# India's Next Top Model (mùa 2)
India's Next Top Model, Mùa 2 là mùa đầu hai của India's Next Top Model. Chương trình được chiếu trên MTV India vào ngày 10 tháng 7 năm 2016 lúc 7:00 giờ tối (UTC+5:30). 10 thí sinh được chọn để cạnh tranh cho chương trình cùng với 1 thí sinh mới được ban giám khảo chọn ở trên mạng. Lisa Haydon vẫn tiếp tục là host của mùa này cùng với Dabboo Ratnani và cố vấn Anusha Dandekar & Neeraj Gaba.
Người chiến thắng trong cuộc thi mùa này là Pranati Prakash, 21 tuổi từ Patna. Như giải thưởng của mình, cô nhận được:
- 1 hợp đồng người mẫu và đại diện của Bling Talent Management trong 1 năm
- Xuất hiện trên trang biên tập cho tạp chí Cosmopolitan
- 1 hợp đồng quảng cáo cho Livon Serum trong 1 năm
- Chiến dịch quảng cáo cho Abof.com
- 1 hộp trang sức từ PC Jeweller

## Các thí sinh
| Thí sinh           | Tuổi | Chiều cao              | Quê quán | Bị loại ở | Hạng |
| ------------------ | ---- | ---------------------- | -------- | --------- | ---- |
| Ashmita Jaggi      | 26   | 1,73 m (5 ft 8 in)     | Mumbai   | Tập 3     | 11   |
| Minash Ravuthar    | 23   | 1,75 m (5 ft 9 in)     | Mumbai   | Tập 4     | 10   |
| Ritija Malvankar   | 21   | 1,75 m (5 ft 9 in)     | Mumbai   | Tập 5     | 9    |
| Poulomi Das        | 20   | 1,70 m (5 ft 7 in)     | Kolkata  | Tập 7     | 8-7  |
| Rajashree Singha   | 21   | 1,72 m (5 ft 7+1⁄2 in) | Mumbai   | Tập 7     | 8-7  |
| Neelam Virwani     | 22   | 1,85 m (6 ft 1 in)     | Pune     | Tập 8     | 6    |
| Akanksha Sharma    | 20   | 1,70 m (5 ft 7 in)     | Gurgaon  | Tập 9     | 5-4  |
| Priya Banerjee     | 23   | 1,75 m (5 ft 9 in)     | Mumbai   | Tập 9     | 5-4  |
| Subhamita Banerjee | 26   | 1,70 m (5 ft 7 in)     | Kolkata  | Tập 10    | 3    |
| Jantee Hazarika    | 22   | 1,68 m (5 ft 6 in)     | Guwahati | Tập 10    | 2    |
| Pranati Prakash    | 21   | 1,73 m (5 ft 8 in)     | Patna    | Tập 10    | 1    |

## Các tập

### Tập 1
Khởi chiếu: 10 tháng 7 năm 2016
13 thí sinh bán kết được đưa tới phòng đánh giá để bắt đầu cuộc thi. Họ đã có buổi chụp hình đầu tiên hóa thân thành cô gái năng động và sặc sỡ, trong khi họ sẽ bị treo lơ lửng lên không trung. Sau đó, họ đã được gặp ban giám khảo và đã có một buổi phỏng vấn với họ.
- Nhiếp ảnh gia: Dabboo Ratnani

### Tập 2
Khởi chiếu: 17 tháng 7 năm 2016
Đây là phần tiếp theo của tập 1. Sau khi tất cả đã phỏng vấn xong, họ đã có buổi đánh giá đầu tiên. Kết quả là 10 cô gái đã được chọn và sẽ bước vào cuộc thi. Ngày hôm sau, 10 cô gái còn lại được di chuyển tới ngôi nhà chung của mình. Sau đó, Anusha đã đến thăm các cô gái và yêu cầu họ phải giao điện thoại di động của mình cho chương trình. Các cô gái sau đó đã có một buổi học catwalk với Anusha và người mẫu Alesia Raut, tất cả các cô gái đều thể hiện rất tệ trong buổi tập nên Anusha đã ngay lập tức khiển trách họ và kết thúc buổi tập luyện.
- Khách mời đặc biệt: Alesia Raut

### Tập 3
Khởi chiếu: 24 tháng 7 năm 2016
Đây là phần tiếp theo của tập 2. 10 cô gái còn lại đã phải tự tập luyện catwalk của mình trước khi có thử thách trình diễn thời trang trong áo tắm Amanté, trong khi họ sẽ phải trên sàn diễn làm bằng phao nổi trên hồ bơi. Kết quả là Pranati chiến thắng thử thách và sẽ được miễn loại trong tuần này.
Sau đó, họ đã có thử thách loại trừ là một buổi trình diễn thời trang trong bộ sưu tập váy cưới của nhà thiết kế Manish Malhotra. Vào buổi đánh giá ngày với sự xuất hiện của giám khảo khách mời là Manish Malhotra, Neelam là người gây ấn tượng nhất cho Manish trong thử thách nên cô sẽ được trình diễn thời trang cho bộ sưu tập sắp tới của ông. Kết quả là Neelam là người có phần thể hiện tốt nhất còn Ashmita là thí sinh tiếp theo bị loại.
- Khách mời đặc biệt: Sucheta Sharma, Manish Malhotra

### Tập 4
Khởi chiếu: 31 tháng 7 năm 2016
9 cô gái còn lại đã được yêu phải đeo một chiếc bịt mắt, trước khi được đưa tới tiệm salon Lakmé Absolute để nhận diện mạo mới của mình. Ngày hôm sau, các cô gái nhận được bất ngờ khi họ sẽ có thêm một thí sinh thi đấu nữa là Ritija. Sau đó, họ đã có một chụp hình tiếp theo cho ảnh bìa của sản phẩm tóc Livon Serum, trong khi họ sẽ chỉ có 3 lần chụp và sẽ tự chọn tấm hình của mình. Vào buổi đánh giá ngày tiếp theo với sự xuất hiện của giám khảo khách mời là Hardee Shar, Neelam được gọi tên đầu tiên nên cô sẽ xuất hiện trong chiến dịch quảng cáo cho Livon Serum, còn Minash là thí sinh tiếp theo bị loại.
- Nhiếp ảnh gia: Renuka Retnaswamy
- Khách mời đặc biệt: Daniel Bauer, Hardee Shar

### Tập 5
Khởi chiếu: 7 tháng 8 năm 2016
9 cô gái còn lại được đưa tới một khu rừng cho buổi chụp hình tiếp theo trong phong cách vũ nữ, những lần này họ sẽ tạo dáng chung với người mẫu nam Ricky Singh trên lưng của một con ngựa. Quay về ngôi nhà chung, các cô gái đã bị phân chia lại chỗ ngủ của mình.
Ngày hôm sau, họ đã có buổi chụp hình thứ hai trong đồ lót Amanté, trong khi họ sẽ tạo dáng bên trong một không gian nhỏ và thu hẹp. Vào buổi đánh giá ngày tiếp theo với sự xuất hiện của giám khảo khách mời là Upen Patel, Poulomi là người làm tốt nhất trong buổi chụp hình đầu tiên nên cô sẽ nhận được 1 túi quà tặng từ Abof.com, còn Rajashree là người làm tốt nhất trong buổi chụp hình thứ hai nên cô sẽ nhận được 1 phiếu mua hàng từ Amanté. Kết quả là Rajashree được gọi tên đầu tiên còn Ritija là thí sinh tiếp theo bị loại.
- Nhiếp ảnh gia: Nuno Oliveira, Ashish Gurbani
- Khách mời đặc biệt: Ricky Singh, Upen Patel

### Tập 6
Khởi chiếu: 14 tháng 8 năm 2016
8 cô gái còn lại đã có thử thách chụp hình hóa thân thành nhào lộn viên, trong khi họ sẽ phải tạo dáng theo cặp và tạo dáng trên một chiếc vòng đu. Nhưng trước đó, họ đã được diễn viên Shraddha Kapoor gửi lời chúc qua video cho họ. Kết quả là Jantee & Pranati chiến thắng thử thách và giờ họ phải tự quyết định ai sẽ người được miễn loại tuần này, và Jantee là người được chọn.
Ngày hôm sau, họ đã có buổi chụp hình tiếp theo mang thông điệp "Tái chế, Giảm thiểu, Tái sử dụng", khi họ sẽ được mặc những bộ trang phục làm từ rác tái chế của nhà thiết kế Meet Parekh. Vào buổi đánh giá ngày tiếp theo với sự xuất hiện của giám khảo khách mời là Shalmali Kholgade, Pranati là được gọi tên đầu tiên còn Poulomi và Subhamita rơi vào cuối bảng, nhưng Lisa thông báo rằng là Jantee sẽ là người tiếp theo bị loại nhưng vì cô được miễn loại, nên sẽ không có ai bị loại.
- Nhiếp ảnh gia: Dwaipayan Mazumdar
- Khách mời đặc biệt: Shruti Jasani, Shraddha Kapoor, Ritam Banerjee, Meet Parekh, Shalmali Kholgade

### Tập 7
Khởi chiếu: 21 tháng 8 năm 2016
8 cô gái còn lại đã được 2 stylish từ Abof.com là Devesh Pant và Joanne Johnson tư vấn cho họ về phong cách cá nhân của mình. Sau đó, họ đã phải tự phối đồ cho mình trước khi có một buổi casting cho 4 người: blogger thời trang Malini Agarwal, người mẫu Rouhallah Gazi, nhà thiết kế Monisha Jaising và trưởng ban kế hoạch của DDB Mudra Group, Amit Kekre. Quay về ngôi nhà chung, họ đã được biết Kết quả là Jantee chiến thắng và Priya là người thể hiện tệ nhất trong buổi casting.
Ngày hôm sau, họ đã có thử thách loại trừ là một buổi trình diễn thời trang cho Airtel, trong khi họ phải đi trên sàn diễn với lửa cháy trên 2 tay của họ. Và thử thách đã gây sức nóng quá lớn cho Poulomi khi cô sau đó đã bị ngất sau phần thể hiện của mình. Vào buổi đánh giá với sự xuất hiện của giám khảo khách mời là Milind Soman, Pranati được gọi tên đầu tiên còn Poulomi và Rajashree là 2 thí sinh tiếp theo bị loại.
- Khách mời đặc biệt: Devesh Pant, Joanne Johnson, Malini Agarwal, Rouhallah Gazi, Monisha Jaising, Amit Kekre, Milind Soman

### Tập 8
Khởi chiếu: 28 tháng 8 năm 2016
6 cô gái còn lại đã có một buổi quay quảng cáo cho Livon Serum, khi họ sẽ hóa thân thành những cô gái đang bận rộn trong những hoạt động khác nhau. Ngày hôm sau, họ đã có buổi chụp hình chân dung cho PC Jeweller, trong khi họ sẽ phải tạo dáng cùng với một con nhện và trước bối cảnh là một khu rừng hoang sơ. Vào buổi đánh giá ngày tiếp theo với sự xuất hiện của giám khảo khách mời là Manish Paul, Akanksha được gọi tên đầu tiên còn Neelam là thí sinh tiếp theo bị loại.
- Nhiếp ảnh gia: Vinit Bhatt
- Khách mời đặc biệt: Anuradha Aggarwal, Prahlad Kakkar, Manish Paul

### Tập 9
Khởi chiếu: 4 tháng 9 năm 2016
5 cô gái còn lại đã có buổi chụp hình tiếp theo hóa thân thành những chú dơi, trong khi họ sẽ phải tạo dáng khi bị treo ngược lại trên không. Quay về ngôi nhà chung, các cô gái đã nhận được một bữa tối với pizza.
Ngày hôm sau, các cô gái đã thu dọn hành lí để rời khỏi ngôi nhà chung. Sau đó, họ đã có buổi chụp hình thứ hai và cũng là cuối cùng của mình, khi họ sẽ được tạo dáng chung với Lisa trên chiếc bàn cờ vua trắng đen khổng lồ. Vào buổi đánh giá với sự xuất hiện của giám khảo khách mời là Neha Dhupia, Jantee được gọi tên đầu tiên còn Akanksha và Priya là 2 thí sinh tiếp theo bị loại.
- Nhiếp ảnh gia: Kaustub Kamble, Dabboo Ratnani
- Khách mời đặc biệt: Nandini Bhalla, Daniel Bauer, Neha Dhupia

### Tập 10
Khởi chiếu: 11 tháng 9 năm 2016
3 cô gái còn lại được đưa tới Grand Cru Salon cho thử thách cuối cùng của chương trình. Họ đã có một buổi nói chuyện với Lisa và đã được xem tin nhắn từ người thân của họ. Sau đó, các cô gái đã có một buổi tập luyện catwalk với biên đạo viên Lubna Adams, trước khi đã có thử thách cuối cùng là buổi trình diễn thời trang cho nhà thiết kế Payal Khandwala tại Lakmé Fashion Week. Vào buổi đánh giá cuối cùng, Subhamita là người đầu tiên bị loại, Jantee trở thành á quân còn Pranati trở thành quán quân thứ hai của India's Next Top Model.
- Khách mời đặc biệt: Payal Khandwala, Lubna Adams

### Tập 11
Khởi chiếu: 18 tháng 9 năm 2016
Đây là tập ghi lại khoảnh khắc từ đầu cuộc thi.

## Thứ tự gọi tên
| 1  | Subhamita | Pranati   | Neelam    | Rajashree | Jantee            | Pranati           | Akanksha  | Jantee         | Pranati   |  |  |  |
| 2  | Akanksha  | Neelam    | Pranati   | Poulomi   | Pranati           | Akanksha          | Pranati   | Pranati        | Jantee    |  |  |  |
| 3  | Rajashree | Subhamita | Poulomi   | Jantee    | Akanksha          | Subhamita         | Priya     | Subhamita      | Subhamita |  |  |  |
| 4  | Poulomi   | Akanksha  | Akanksha  | Priya     | Rajashree         | Jantee            | Subhamita | Akanksha Priya |           |  |  |  |
| 5  | Minash    | Rajashree | Subhamita | Akanksha  | Priya             | Priya             | Jantee    | Akanksha Priya |           |  |  |  |
| 6  | Priya     | Minash    | Rajashree | Subhamita | Neelam            | Neelam            | Neelam    |                |           |  |  |  |
| 7  | Jantee    | Jantee    | Ritija    | Neelam    | Poulomi Subhamita | Poulomi Rajashree |           |                |           |  |  |  |
| 8  | Neelam    | Poulomi   | Jantee    | Pranati   | Poulomi Subhamita | Poulomi Rajashree |           |                |           |  |  |  |
| 9  | Pranati   | Priya     | Priya     | Ritija    |                   |                   |           |                |           |  |  |  |
| 10 | Ashmita   | Ashmita   | Minash    |           |                   |                   |           |                |           |  |  |  |

     Thí sinh bị loại
     Thí sinh được miễn loại
     Thí sinh không bị loại khi rơi vào cuối bảng
     Thí sinh chiến thắng cuộc thi
- Tập 1 là phần 1 của tập đó và phần còn lại sẽ được chiếu ở tập 2.
- Trong tập 3, Pranati được miễn loại vì giành chiến thắng thử thách.
- Trong tập 4, Rijita được thêm cuộc thi.
- Trong tập 6, Jantee & Pranati giành chiến thắng thử thách và Jantee là người sẽ được miễn loại. Poulomi và Subhamita rơi vào cuối bảng, nhưng vì Jantee được miễn loại nhưng lại có tấm ảnh tệ nhất tuần, nên cả hai đều được cứu.
- Tập 11 là tập ghi lại khoảnh khắc từ đầu cuộc thi.

### Thử thách
Buổi chụp hình
- Tập 1: Lơ lửng trên trời (casting)
- Tập 4: Ảnh quảng cáo cho Livon Serum
- Tập 5: Tạo dáng trên ngựa với người mẫu nam; Người khổng lồ trong đồ lót Amante
- Tập 6: Tạo dáng với váy được làm từ vật liệu tái chế
- Tập 8: Quảng cáo cho Livon Serum; Ảnh chân dung vẻ đẹp với nhện cho PC Jeweller
- Tập 9: Những chú dơi lộn ngược; Ảnh trắng đen tạo dáng với Lisa Haydon

Trình diễn thời trang
- Tập 3: Trình diễn thời trang trong bộ sưu tập váy cưới của nhà thiết kế Manish Malhotra
- Tập 7: Trình diễn thời trang với lửa cho Airtel
- Tập 10: Trình diễn thời trang cho nhà thiết kế Payal Khandwala tại Lakme Fashion Week 2016

### Diện mạo mới
- Akanksha: Tóc tém với mái ngố
- Jantee: Tóc bob ngắn tới cằm và thêm mái ngố
- Minash: Cắt tầng
- Neelam: Cạo 1 bên tóc
- Poulomi: Cắt tầng và thêm highlight nâu
- Pranati: Thêm mái ngố và thêm highlight nâu
- Priya: Nhuộm màu đỏ tối
- Rajashree: Cắt tầng
- Subhamita: Tóc xoăn xù màu nâu đỏ